# Peter Savvas Vanezis
Peter Savvas Vanezis (* 11. Dezember 1947 in Nikosia, Zypern) ist ein zypriotisch-britischer Pathologe und Rechtsmediziner.

## Leben
Peter Savvas Vanezis wurde am 11. Dezember 1947 in Nikosia, Zypern als Sohn von Savvas Petrou und Efrosini Vanezis geboren. 1951 wanderten seine Eltern mit ihm nach Großbritannien aus. Dort besuchte Vanezis die Wanstead County High School in London.
1972 schloss Vanezis sein Studium der Medizin und Chirurgie an der University of Bristol ab, MB und ChB. Ab 1974 arbeitete Vanezis praktisch in der forensischen Pathologie. 1976 folgte das Diploma in Medical Jurisprudence Pathology (DMJ(Path)). 1977 wurde er stellvertretender Chirurg des Metropolitan Police Service. 1978 wurde er in die Berufskörperschaft der Pathologen aufgenommen, dem Royal College of Pathologists. 1990 wurde er zum Fellow der Körperschaft berufen. 1979 gab er seine Aufgaben bei der „Met“ auf und übernahm Vorlesungen am London Hospital Medical College. 1990 wechselte er als Reader an die Charing Cross and Westminster Medical School. Während seiner Zeit am Charing Cross übernahm er die Leitung des Centre for International Forensic Assistance (CIFA). 1993 gab er sämtliche Positionen auf, da er als Regius Professor of Forensic Medicine an die University of Glasgow berufen wurde. 2003 übernahm er neben der Professur noch die Leitung des Londoner Labors des Forensic Science Service.
2006 gab Vanezis die Regius Professur auf. Seit 2006 lehrt Vanezis forensische Medizin an der Barts and The London School of Medicine and Dentistry der Queen Mary University of London und leitet dort auch das Cameron Centre for Forensic Medical Sciences.
Im Rahmen seiner Tätigkeiten leitete Vanezis zeitweise die British Academy of Forensic Sciences und die British Association for Human Identification.
In seiner Karriere als forensischer Pathologe untersuchte Vanezis ca. 2000 verdächtige Todesfälle, von denen sich ca. 1500 als Tötungsdelikte herausstellten. Weitere 800 Obduktionen führte Vanezis im Auftrag des britischen Verteidigungsministeriums durch. Als ziviler Berater des Verteidigungsministeriums führte Vanezis auch Obduktionen im Ausland durch, des Weiteren für den Internationalen Strafgerichtshof für das ehemalige Jugoslawien und den Internationalen Strafgerichtshof für Ruanda. Er half bei der Identifikation von Opfern in Massengräbern auf Sri Lanka und in Chile.
Aufgrund seiner exponierten Stellung trat Vanezis in verschiedenen Fernsehprogrammen auf, darunter 2002 Death of the Iceman in der Reihe Horizon. 2006 folgte Crime Scene Creatures und 2017 in American Ripper.

## Ehrungen
1985 wurde ihm von der University of Bristol ein Medicinae Doctor (M. D.) verliehen. 1990 folgte noch ein  Doctor of Philosophy (Ph.D.) von der London University. 1996 wurde er zum Fellow der Royal College of Physicians and Surgeons of Glasgow berufen. 2006 folgte auch die Berufung zum Fellow der forensischen Fakultät des Royal College of Physicians.
Für seine Leistungen als Forensiker im Kosovo wurde Vanezis 2001 zum Officer of the British Empire (O.B.E.) ernannt.

## Veröffentlichungen (Auswahl)

### Artikel
- 1976, Traumatic rupture of spleen following a trivial injury (A case report); Medicine, Science and the Law 16, 277–278
- 1978, Medical and Scientific investigations of an exhumation in unhallowed ground; Medicine, Science and the Law 18, 209–221 (mit B. G. Sims und J. Grant)
- 1980, Xylometazoline poisoning - report of a case; Medicine, Science and the Law 20, 35–36 (mit P. A. Toseland)
- 1986, Vertebral artery injuries in road traffic accidents: A post-mortem study; Journal of the Forensic Science Society 26, 281–291.
- 1990, Deaths in Women of Reproductive Age and Relationship with Menstrual Cycle Phase. An Autopsy Study of Cases Reported to the Coroner; Forensic Science International 47, 39–57
- 1996, Morphological classification of facial features in adult Caucasian males based on an assessment of photographs of 50 subjects; J Forensic Sci, 41, 786–791 (mit D. Lu D, J. Cockburn, A. Gonzalez, G. McCombe, O. Trujillo)
- 2002, Saving faces: art and medicine working together; Lancet 2002;359: 267
- 2007, Variation in proportion indices and angles between selected facial landmarks with rotation in the Frankfort plane; Med Sci Law. 2007; 47(2):107-16.

### Bücher
- 1989, Pathology of Neck Injury; Butterworths, London
- 1996, Suspicious Death-Scene Investigation, Edward Arnold, London, 1996; (mit Anthony Busuttil)